# Vaccinium petelotii
Vaccinium petelotii là một loài thực vật có hoa trong họ Thạch nam. Loài này được Merr. miêu tả khoa học đầu tiên năm 1926.